# Dinos de Tetis i Peleu
El Dinos de Tetis i Peleu és un atuell de ceràmica grega de figures vermelles de 53 cm d'alçada incloent el pedestal, que mostra el rapte de Tetis per part de Peleu i el posterior casament entre tots dos. L'obra es conserva al Museu Arqueològic Nacional a Madrid amb el número d'inventari 2001/89/2.

## Història
El dinos era una peça de ceràmica utilitzada en l'antiga Grècia per contenir vi durant els banquets. Aquest atuell del museu va tenir com a destí formar part d'un aixovar funerari, per això la història que es narra en ella és un símbol, la metàfora del qual és la mort representada amb el rapte de la núvia, les nereides donen sentit a la seva posada en escena, ja que són les que assisteixen, segons l mitologia, als mortals tant a les noces com a la mort. Elles van entonar el lament fúnebre, pujades sobre dofins, en honor de Pàtrocle a Troia i també quan Aquil·les va morir, com van ser les que van acompanyar a les seves noces a Europa i Andròmaca.

## Descripció

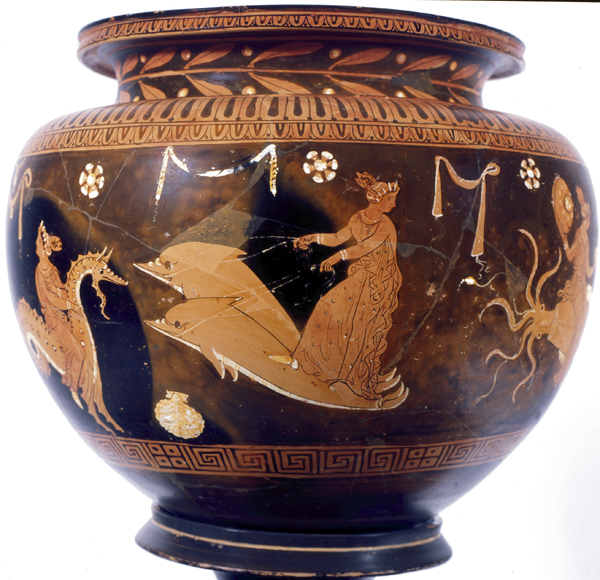
Cara de la peça on es veu una nereida navegant sobre uns dofins.

Aquesta peça que conserva el museu és de procedència de la Pulla i realitzada per l'anomenat Pintor del Louvre MNB 1148, al qui se'l considera autor de diversos vasos de gran mida i un dels millors representants de l'escola de la Pulla. La representació de les escenes pintades resumeixen unes de les creences gregues més importants com són la mort i la vida d'ultratomba, les nereides sobre dofins acompanyen els morts a l'Illes dels Benaventurats on viuran eternament feliços.